# Самхита
Самхи́та (санскр. संहिता IAST: saṃhitā «собранное вместе») — термин, используемый для обозначения ряда священных текстов индуизма. Самхиты — это собрания гимнов, молитв, заклинаний, благословений, жертвенных формул. Самхитами называют основные метрические тексты — гимны и мантры — каждой из четырёх Вед. Самхитами также называют ряд других, послеведических текстов по йоге и Аюрведе. Примерами могут служить: «Гхеранда-самхита», «Шива-самхита», «Кашьяпа-самхита», «Аштавакра-самхита», «Бхригу-самхита», «Йога-яджнавалкья-самхита», «Брахма-самхита», «Гарга-самхита» и «Дева-самхита».
Термин «Самхита» так же широко применяется в названии к текстам тантрической вайшнавской школы Панчаратра — из 225-ти ныне известных текстов этой школы большая их часть имеет в своём названии этот термин.